# Fryele socken
Fryele socken i Småland ingick i Östbo härad (med en del före 1878 i Västra härad) i Finnveden, ingår sedan 1971 i Värnamo kommun i Jönköpings län och motsvarar från 2016 Fryele distrikt.
Socknens areal är 126,66 kvadratkilometer, varav land 121,30. År 2000 fanns här 445 invånare. Kyrkbyn Fryele med sockenkyrkan Fryele kyrka ligger i socknen. 

## Administrativ historik
Fryele socken har medeltida ursprung.
Före 1878 hörde 1/2 mtl Älmhult till Nydala jordebokssocken i Västra härad.
Vid kommunreformen 1862 övergick socknens ansvar för de kyrkliga frågorna till Fryele församling och för de borgerliga frågorna till Fryele landskommun.  Landskommunen inkorporerades 1952 i Klevshults landskommun som upplöstes 1971 då detta område uppgick i Värnamo kommun. Församlingen uppgick 2013 i Nydala-Fryele församling.
1 januari 2016 inrättades distriktet Fryele, med samma omfattning som församlingen hade 1999/2000.  
Socknen har tillhört samma fögderier och domsagor som Östbo härad. De indelta soldaterna tillhörde Jönköpings regemente, Mo härads och Östbo kompani, och Smålands grenadjärkår, Jönköpings kompani.

## Geografi
Fryele socken genomkorsas av Härån med sjön Hindsen i söder. Socknen har vidsträckta mossar, Dalmossen, och sandmoar i norr och har mer kuperad skogsmark i söder.

## Fornlämningar
Fem hällkistor och några boplatser från stenåldern, några gravrösen från bronsåldern samt fem järnåldersgravfält med domarringar finns här.

## Namnet
Namnet (1201 Frööle), taget från kyrkbyn, innehåller som förled gudinnenamnet Fröja och efterledet sannolikt alhs, tempel.
Socknen benämndes också före 22 oktober 1927 Fryeleds socken.

### Fotnoter
1. 1 2 3  Svensk Uppslagsbok Fryele socken Arkiverad 19 augusti 2015 hämtat från the Wayback Machine.
2. 1 2  Harlén, Hans; Harlén Eivy (2003). Sverige från A till Ö: geografisk-historisk uppslagsbok. Stockholm: Kommentus. Libris 9337075. ISBN 91-7345-139-8
3. ↑  ”Församlingar”. Statistiska centralbyrån. https://www.scb.se/hitta-statistik/regional-statistik-och-kartor/regionala-indelningar/forsamlingar/. Läst 30 december 2022.
4. ↑  Administrativ historik för Fryele socken (Klicka på församlingsposten). Källa: Nationella arkivdatabasen, Riksarkivet.
5. ↑  Indelta soldater, torp och rotar i Jönköpings län Arkiverad 24 januari 2012 hämtat från the Wayback Machine. Jönköpingsbygdens Genealogiska Förening
6. 1 2  Sjögren, Otto (1931). Sverige geografisk beskrivning del 2 Östergötlands, Jönköpings, Kronobergs, Kalmar och Gotlands län. Stockholm: Wahlström & Widstrand. Libris 9939
7. 1 2 3  Nationalencyklopedin
8. ↑  Fornlämningar, Statens historiska museum: Fryele socken
9. ↑  Fornminnesregistret, Riksantikvarieämbetet: Fryele socken Fornminnen i socknen erhålls på kartan genom att skriva in sockennamn (utan "socken") i "Ange geografiskt område"